# Веслувальний велосипед

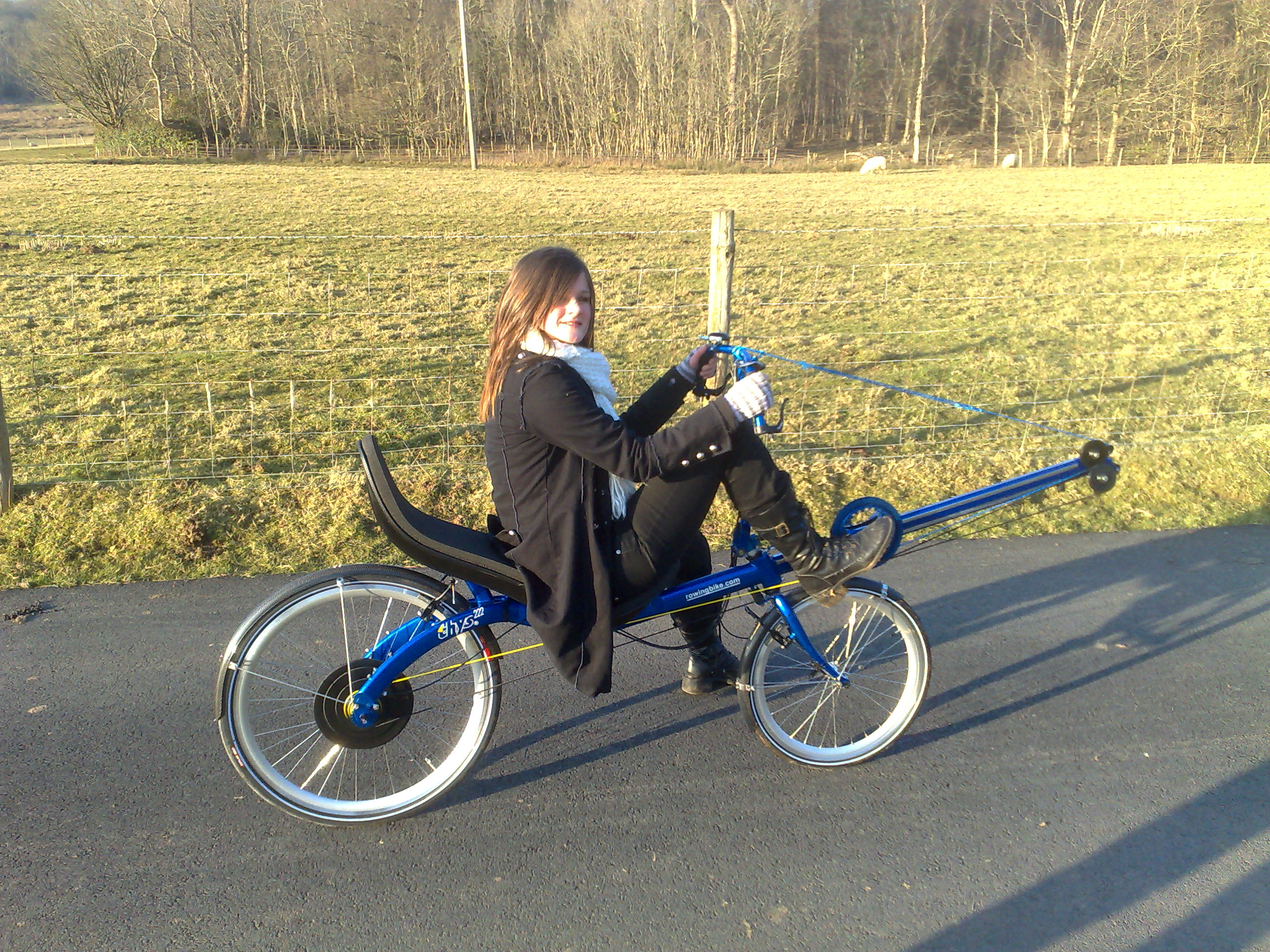
Thys rowingbike

Веслувальний велосипед — це наземний транспортний засіб, що приводиться в дію веслувальними рухами тіла людини. З огляду на положення тіла людини його відносять до лігерадів. Веслувальний велосипед як правило має ручні органи керування: кермо, гальма, пермикач передач. Педалей нема. Ноги спираються на з'єднані між собою підніжки. На відміну від веслувальних човнів, у веслувальному велосипеді людина розміщена обличчям у напрямку руху. Існують найрізноманітніші конструкції веслувальних велосипедів, особливо щодо їхніх рам і механізмів приводу. Але об'єми комерційного виробництва малі у порівнянні зі звичайними велосипедами. Веслувальні велосипеди можуть бути швидшими за інші лігеради, за рахунок більшої потужності, яку здатне розвивати тіло людини під час веслувальних рухів.

## Історія

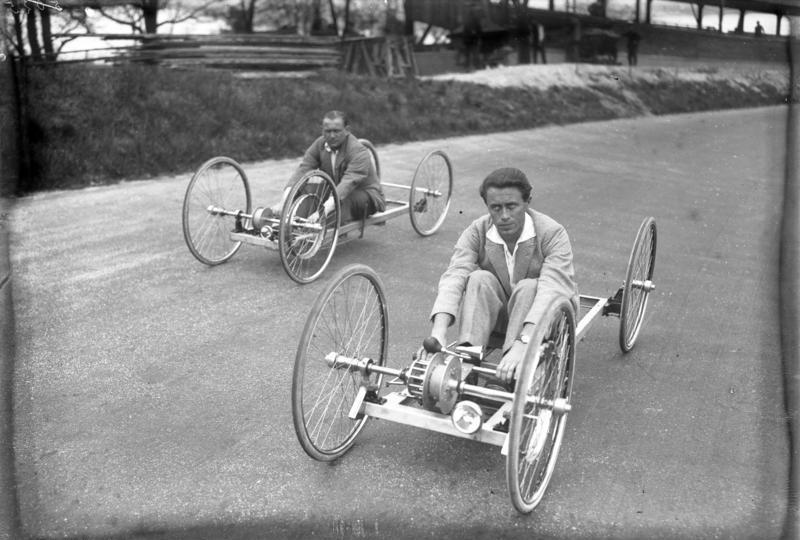
Landskiffs (1927 р.)

Використання веслувальних рухів людини для приведення в дію наземних транспортних засобів започатковане, ймовірно, в 1870-х роках, коли Джордж У. Ли (George W. Lee) використав сидіння, що ковзає, в трициклі. Гонки Дорожній весляр (Roadsculler) проходили в Медісон-сквер-Гарден у 1880 році. Деніел Кемпстер (Daniel. E. Kempster) у 1884 році отримав патент на веслувальний транспортний засіб. Каталог іграшок від ФАО Шварц (FAO Schwarz) в 1911 році рекламував дитячий чотириколісний Гребо-цикл (Row-Cycle), який приводився в рух за допомогою двох вертикальних важелів, а кермувати треба було ногами. У 1920-х роках Манфред Каррі в Німеччині розробив і збудував Landskiff («сухопутний човен»), чотириколісний транспортний засіб, котрий в англомовних країнах іменували Rowmobile. Кінохроніка 1937 року показує загребний велосипед, який дуже схожий на сьогоднішні веслувальні велосипеди Craftsbury СС, Rowbike і VogaBike.

## Привід і кермування
Декотрі веслувальні транспортні засоби використовують загрібання як човни, в них сила діє лише під час випрямлення тіла, але не під час повернення у вихідну позицію. Інші, найчастіше завдяки системі важелів і колінчастих валів, використовують енергію як випрямлення, так і згинання тіла. Більшість веслувальних велосипедів мають рухоме ручне кермо; більшість також мають рухомі підніжки, але деякі — рухоме сидіння.
На багатьох веслувальних велосипедах руків'я рухаються паралельно однаковими дугоподібними шляхами завдяки спільному шарніру, закріпленому на рамі. Але існують спроби симулювати складі загребні рухи, що використовуються у веслувальних човнах, наприклад Streetrower і Vogabike. Streetrower має «наразі найбільш природне виконання веслування з усіх веслувальних велосипедів».

## Механічна передача
Веслувальні велосипеди зазвичай мають один з трьох варіантів передачі: ланцюг, система важелів або трос.
Бренд Rowbike використовує ланцюг, задню перекидку ланцюга і відповідний перемикач від звичайного велосипеда. Але ланцюг не ходить по колу, як у стандартному велосипеді. Він циклічно протягується назад і вперед, рухаючи касету зірочок у той чи інший бік. Ланцюг одним кінцем приєднаний до рами, а іншим — до гумової мотузки. Коли гребець тягне назад, ланцюг обертає касету у зчепленні з втулкою, гумова мотузка розтягується, а коли гребець повертається на перед, гумова мотузка скорочується, натягаючи ланцюг, щоб убезпечити його від зісковзування. Усі моделі Rowbikes мають задню перекидку ланцюга, навіть одношвидкістні, бо це необхідно для підтримки правильних напружень у ланцюгу.
До веслувальних велосипедів, які використовують систему важелів відносяться Champiot і Powerpumper. Вони використовують важелі, під'єднані до колінчастого вала, як у дитячих педальних машинок 1970-х років.
Thys Rowingbike та Streetrower використовують трос, який то намотується, то змотується з котушки. Схожий принцип має педальний велосипед стрінгбайк. Thys називають свою версію зміїною передачею (англ. snek drive).

## Тандеми, три- та чотириколісні варіанти
Балансування на двоколісному велосипеді під час веслування вимагає хисту навіть для тренованих велосипедистів. Трицикли і квадроцикли зазвичай важчі, але позбавлені цієї проблеми. Streetrower — це трицикл з двома передніми колесами і одним заднім; Vogatrike теж має три колеса. Ранні квадроцикли під назвою 'Irish Mail' були схожі на залізничні дрезини, які використовували робітники на залізниці під час інспекції колій. Чотириколісний Champiot нагадує машини типу 'Irish Mail', котрі в ролі передачі використовували систему важелів, а не ланцюг.
Thys виробляє веслувальний велосипед тандем.

## В Україні

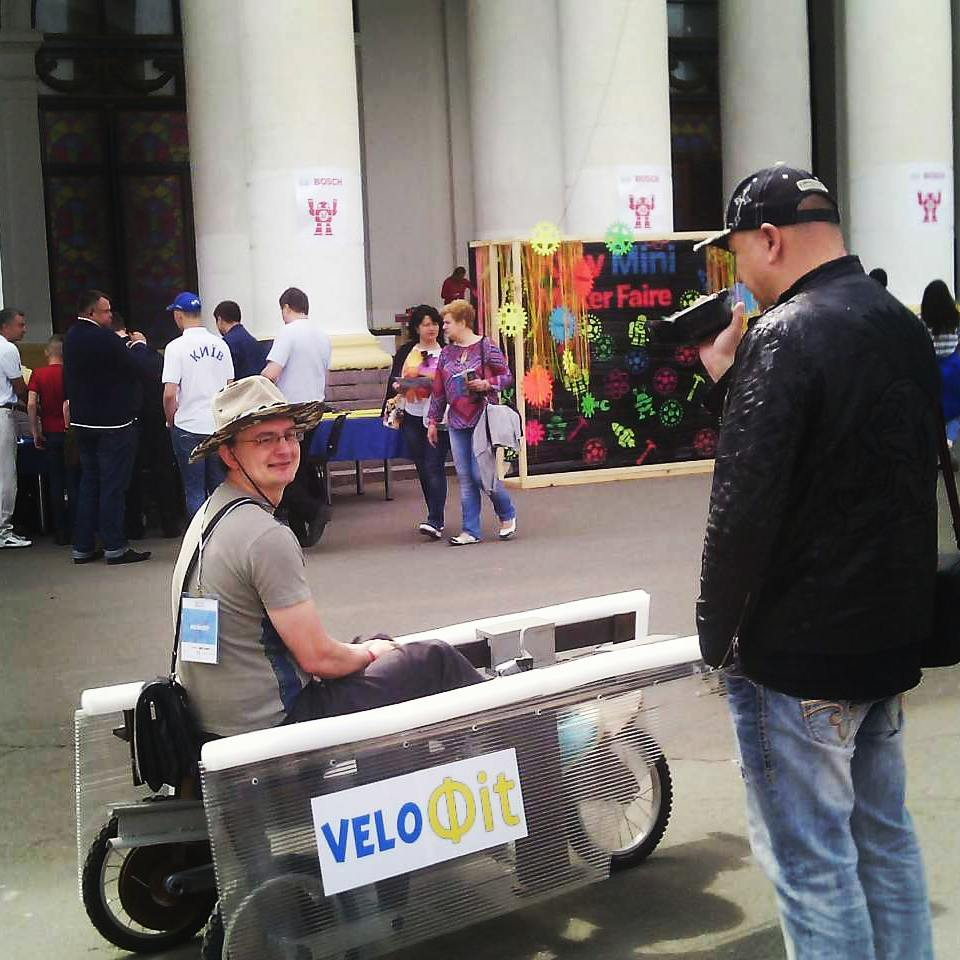
Антропохід 2.1. «ВелоФіт» на Kyiv Mini Maker Faire 2017

Українців з веслувальним велосипедом познайомив Іван Пушечніков у 2007 році у телепередачі Акули бізнесу (2-й сезон, 3-я серія, телеканал ICTV). Побудована ним експериментальна модель Антропохід 2.1. «ВелоФіт» передана до Державного політехнічного музею при НТУУ КПІ 8 вересня 2017 року.